# Mênh mông biển tình
Tình trong biển tình, hay Mênh mông biển tình (tiếng Trung: 情定爱琴海/Chuyện tình biển Aegean), là một bộ phim truyền hình do Đài Loan, Trung Quốc và Hàn Quốc hợp tác sản xuất năm 2003. Các cảnh phim chính được quay tại Athens, Thượng Hải.

## Diễn viên
- Tô Hữu Bằng vai Lục Ân Kì
- Park Chae-rim vai Quan Hiểu Đồng
- Hà Nhuận Đông vai Lê Diệu Tường
- Thi Đại Sinh vai Lục Lương Bình
- Trần Tư Dĩnh vai Trịnh Huệ Minh